# Chiesa di San Giovanni alle catacombe
La chiesa di San Giovanni alle catacombe di Siracusa conserva ancora tracce di quel fascino che spingeva i viaggiatori del '700 e dell'800 a visitarla.

## Storia
Per lungo tempo in questa chiesa è stata riconosciuta un'antica cattedrale di Siracusa, sorta in Acradina (extra moenia) nell'area soprastante le Catacombe e nel luogo dove, secondo la tradizione, fu sepolto il protovescovo di Siracusa san Marciano, martirizzato sotto Gallieno e Valeriano (metà del III secolo);

La facciata sud della chiesa quale si vede, parzialmente danneggiata dal terremoto del 1693, è quella restaurata nel '700 con modifiche alla stessa facciata e presenta un portico quattrocentesco. A sinistra si nota invece l'antica facciata normanna segnata dal rosone e dal portale decorato. 

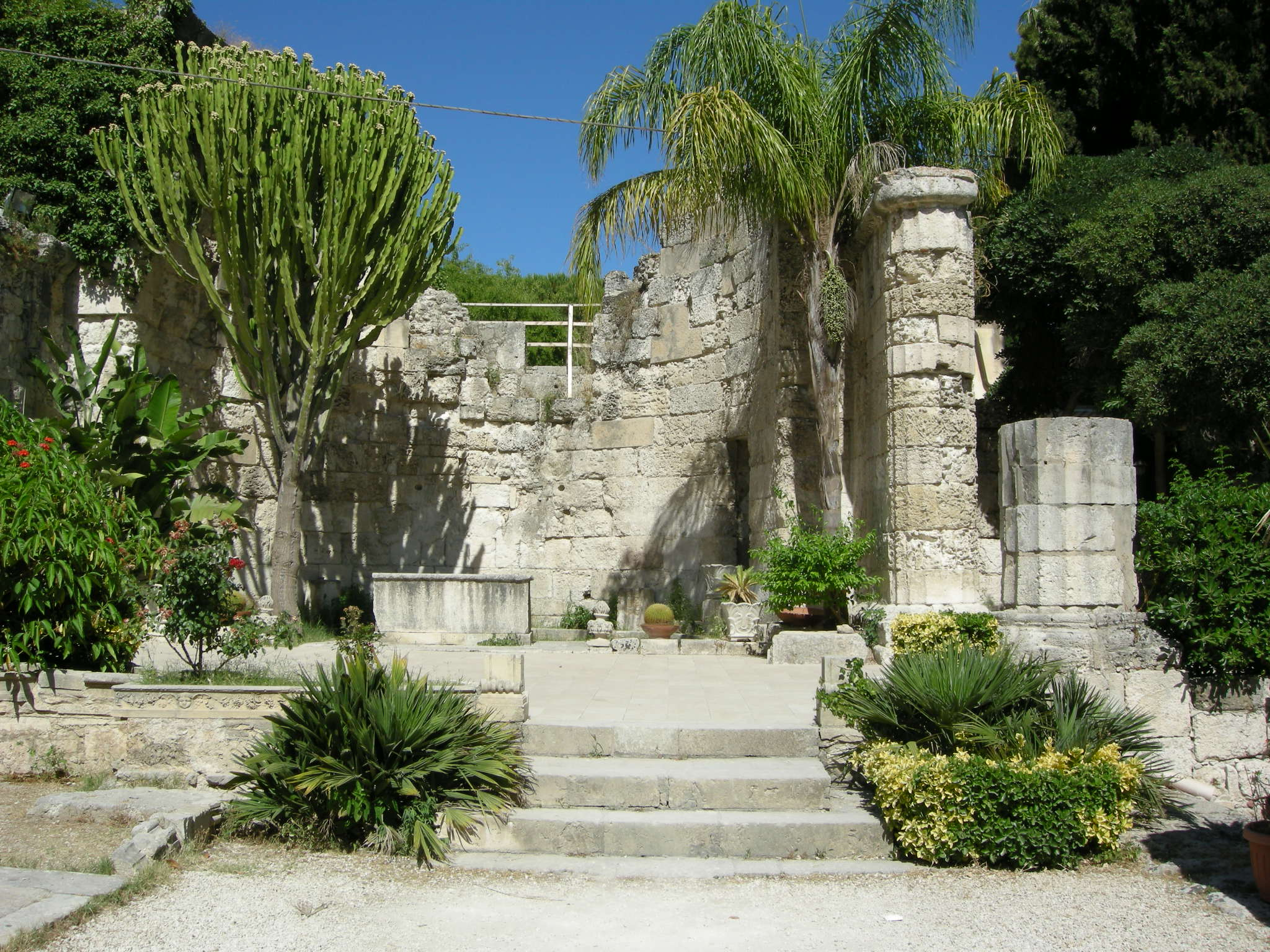
Interno della chiesa di San Giovanni alle catacombe

In questo stesso luogo sorgeva in età greca classica una latomia, nella quale in età tardo ellenistica fu installata un'officina di vasai pertinente ad un'area cultuale pagana. Mentre in età tardo-imperiale divenne area cimiteriale cristiana in uso almeno sino al 423.
Attorno alla metà del VI secolo (forse in relazione al soggiorno di papa Vigilio a Siracusa) il sepolcreto fu manomesso per far posto alla cripta di san Marciano che doveva accogliere il sarcofago con le reliquie del santo. Così sopra la cripta fu edificata la chiesa absidata, a tre navate, suddivisa da 12 colonne di tipo dorico (con riferimento agli apostoli), in modo che la sepoltura del Santo si trovasse in asse con l'altare, posto al centro della navata, limitato da una balaustra.
Nell’878 durante l’assedio arabo di Siracusa il comandante Giafar ibn Muhammad pose il suo accampamento nella chiesa.
Dopo le probabili devastazioni di età araba, la chiesa subì innovazioni col rifacimento dei muri perimetrali, il prolungamento con semicolonne dei pilastri dell'abside e della facciata, la riduzione a 10 del numero delle colonne e l'inclinazione del pavimento in direzione della facciata.
Nel 1428, addossata alla parete nord, si costruì una cappella rettangolare, preceduta da portico. Caduta in disuso fu concessa nel 1630 ai Carmelitani di Montesanto che inserirono all'interno una nuova struttura diversamente orientata (N- S) che occupò lo spazio delle prime due campate di quella preesistente.

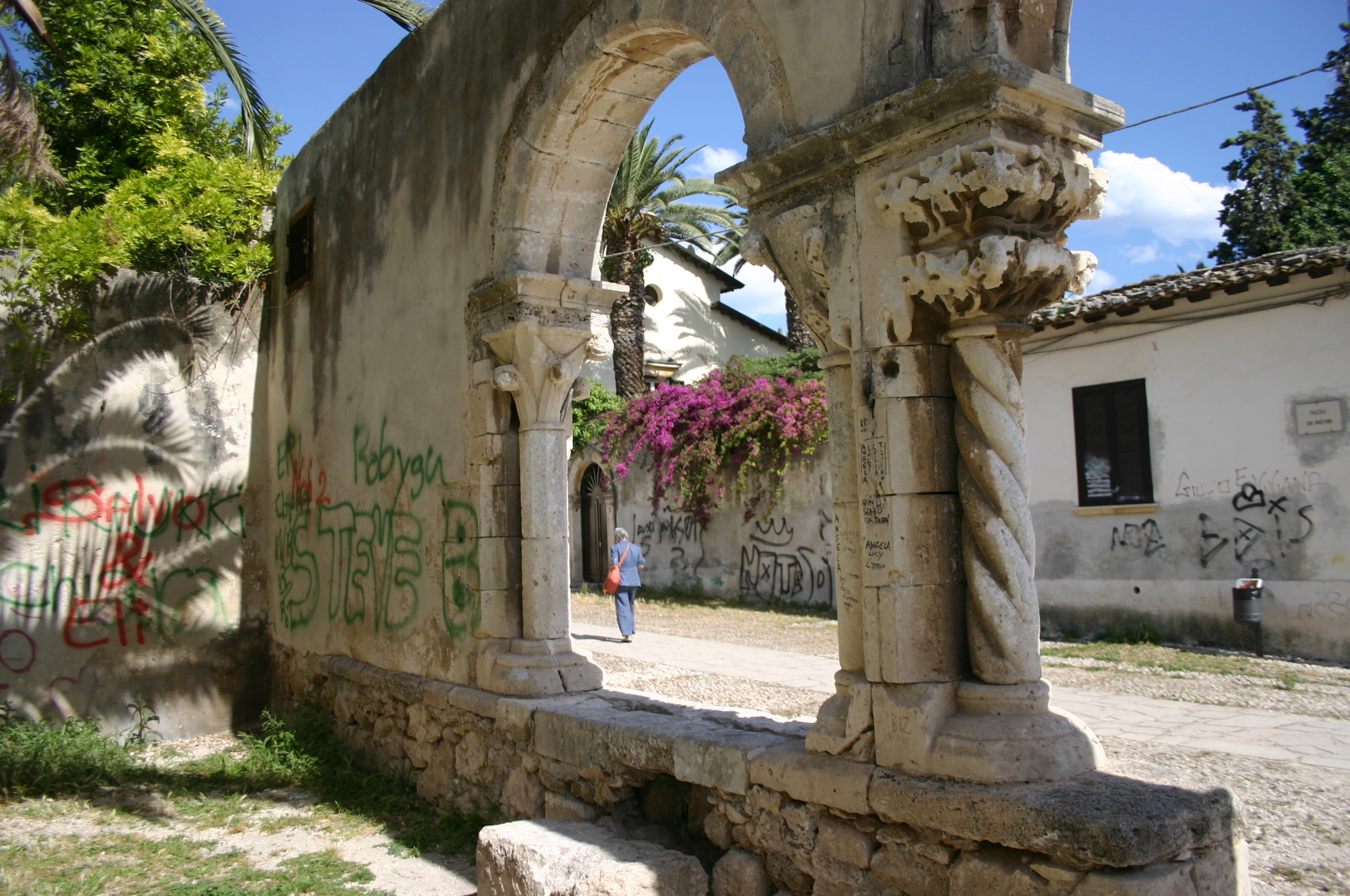
Arco laterale

Nel 1626 Pietro Della Valle descrive le catacombe parlando anche di tracce d'affresco:
()
Il terremoto del 1693 causo gravi danni riparati nel 1705-6, quando fu ricostruito con materiale di spoglio il portico odierno.

Nel 1778 Vivant Denon mentre effettuava il Grand Tour visitò sia la chiesa che le catacombe lasciandone una descrizione: 
(Dominique Vivant Denon Voyage en Sicile)

## Descrizione

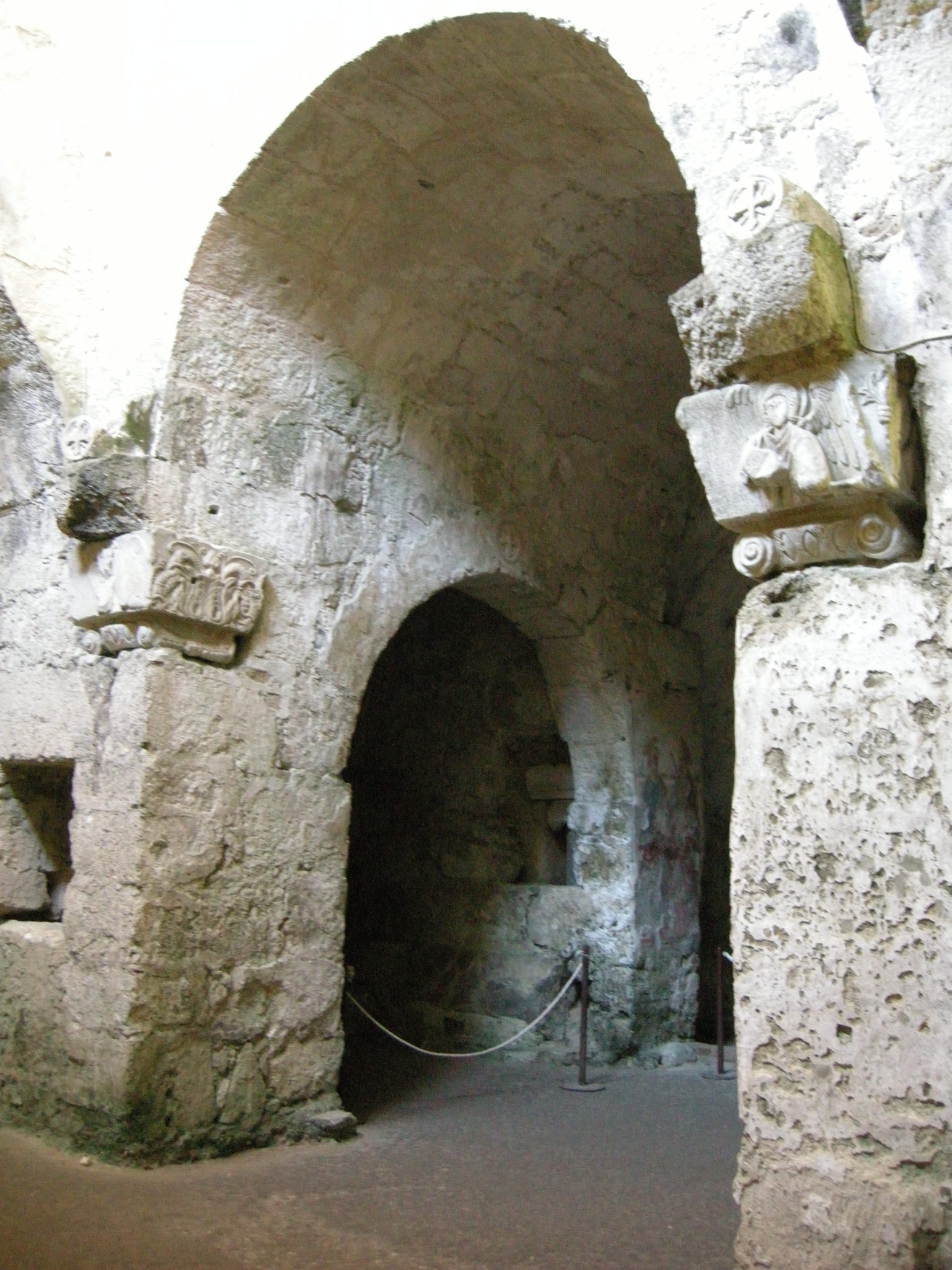
Interno della cripta

Particolarmente importante è la cripta di san Marciano sotto la chiesa, che ha accolto il corpo del primo vescovo fin quando a causa dell'invasione araba furono traslate a Gaeta. La cripta è tuttora frequentata come luogo religioso sia da Cattolici sia da Ortodossi. La cripta attuale e di età normanna.
Per accedere alla cripta di san Marciano, dove nel 61 avrebbe predicato l'apostolo Paolo, si scende una ripida scala di accesso e si entra nella sala principale. Ad un lato della sala, in una piccola cappella laterale, si trova il sepolcro in muratura del Santo; essa presenta una piccola apertura attraverso la quale si poteva accedere al contatto con le sacre reliquie; al centro della sala principale vi è l'altare circondato da 4 colonne. In età normanna lo spazio centrale attorno all'altare fu modificato da 4 pilastri caratterizzati da quattro capitelli con i simboli degli Evangelisti e iscrizioni del Vangelo e altre colonne della cripta.
Si effettuò anche la pavimentazione, lembi della quale sono ancora visibili. Le pareti presentano rovinatissime tracce di pitture, quale a nord quella detta delle due Alessandre.
Dal piano della Basilica si discende a sinistra per visitare le Catacombe di San Giovanni, le più recenti fra le siracusane (315-360), e in uso fino alla fine del V sec.

## Curiosità
Durante i decenni del boom edilizio a Siracusa, fu attivo un movimento di opinione e di protesta contro la costruzione di complessi abitativi moderni intorno alla chiesa e a favore della salvaguardia dell'area, così com'è successo nel non lontano parco archeologico della Neapolis.